# Casa Domingo Batet Rosich
Casa Domingo Batet Rosich és una obra de Tarragona protegida com a Bé Cultural d'Interès Local.

## Descripció
Edifici de tres plantes d'alçada, tractat amb composició clàssica. Cal destacar les grans portalades a la planta baixa i la balconada del primer pis. Està acabat amb una cornisa molt motllurada, aguantada amb permòdols que emmarquen les finestres de la golfa.